# Хребет Кропоткина (Патомское нагорье)
Хребе́т Кропо́ткина — горный хребет в северо-восточной части Иркутской области России, на юге Патомского нагорья. Служит водоразделом рек Большой Патом и Жуя с Витимом.
Хребет сложен кристаллическими сланцами протерозойского возраста и расчленён широкими речными долинами. Вершины хребта уплощённые, высоты достигают 1647 м. На склонах произрастает сосново-лиственничная тайга, сменяющаяся на вершинах горной тундрой и зарослями кедрового стланика.
Назван в честь русского учёного-географа, революционера Петра Алексеевича Кропоткина.